# 天使の微笑・悪魔の涙
『天使の微笑・悪魔の涙』（てんしのほほえみ・あくまのなみだ）は、宝塚歌劇団によって制作された舞台作品。小池修一郎における宝塚歌劇団の大劇場デビュー作品。1989年に宝塚大劇場で月組が公演した作品。形式名は「浪漫歌劇」である。宝塚公演は17場。
原案はヨハン・ヴォルフガング・フォン・ゲーテの戯曲『ファウスト』第一部であるが、結末に大幅な改変がある。小池修一郎の作・演出。同時上演は『レッド・ホット・ラブ』。

## 上演期間
- 1989年11月10日 - 12月19日（新人公演：11月28日）　宝塚大劇場[1][3]
- （東京宝塚劇場公演はない）
- 1990年4月14日 - 4月29日　地方公演[2]（4月14日・瀬戸、15日・大津、17日・武蔵野、18日・相模原、20日・藤沢、21日・立川、22日・市川、23日・足利、25日・静岡、26日・豊橋、28日・岡山、29日・広島）
- 1990年5月1日 - 5月6日　福岡市民会館[2]
- 1990年10月13日 - 11月4日　地方公演[2]（10月13日・江南、14日・安城、16日・町田、17日・調布、19日・渋川、20日・伊勢崎、21日・熊谷、22日・宇都宮、24日・宇部、25日・下関、27日・福岡、29日・佐賀、11月1-2日・宮崎、3日・人吉、4日・鹿児島）

## 解説
※宝塚100年史（舞台編）の宝塚大劇場公演参考。
19世紀末ウィーンを舞台に、ゲーテ作の「ファウスト」を基に展開する物語。研究一筋の老博士ファウストが、悪魔と契約してその魂と引き換えに若さを得て、清純無垢な乙女のマルガレーテと恋に陥る。人間を墜落されるかどうか賭けて天上に追放され、堕天使となったメフィストフェレスは、自分の標的として老いたるファウスト博士を選ぶ。小池修一郎の大劇場デビュー作。

## あらすじ
天上界で、メフィストフェレスは横恋慕から仲間の天使の羽を折ってしまう。仲間を傷つけた天使は、地上へ追放される定めだが、人間の魂を救えば戻ることが出来るのだった。だがメフィストは人間と共に堕落して地獄まで遊びに行くと、ラファエルの善意を突っぱねて、地上へ下るのだった。
時は1899年、世紀末のウィーン。精神医学の研究者ファウスト博士は、ウィーン大学から名誉教授の称号を授与される。だが、齢78歳、フリッツを始めとした学生たちは老いた教授を馬鹿にし、学長はファウストを煙たがり、エリザベート・シュタイン未亡人は夫の方が優れていたと考え、誰も記念講演を聞こうとしない。一方のファウストも、そんな連中を見下すのだった。ただ一人、エリザベートの遠縁であるマルガレーテだけは、講演に感銘を受ける、清らかな娘でありファウストに強い印象を与える。メフィストは、そんなファウストに狙いを定める。
自邸へ戻ったファウストは、50年余り研究に身を捧げたが、得られたのは称号だけ、と世を恨む。そこにメフィストが現れ、魂と引き換えに「地上の快楽全て」を与えると囁く。ファウストは血で契約書に署名をすると、その途端、50年若返って美青年となる。メフィストはファウストを不良学生のたまり場であるクラブ・リーベライへ誘う。クラブにはマルガレーテの兄フリッツらがおり、召集を控えてだらしのない生活を送っていた。ハンガリー貴族パーリンカ公爵を名乗り、ファウストはメフィストの力でフリッツが贔屓にするミッチィを魅了し、フリッツに不快感を与える。
エリザベート未亡人の邸宅では、マルガレーテが彼女の世話をしていた。夫の縁者だから引き取った者の、フリッツが大学を卒業し、マルガレーテが結婚するまでしか面倒を見ないとして、フリッツの友人であるテオドオルとの結婚を暗に勧める。マルガレーテが用意した寝酒を飲むと、やがて未亡人は寝入ってしまう。そこにマルガレーテの友人でフリッツの恋人マルタが訪ねてくる。マルタはマヌカンとして自立しており、華やかな美女だった。やがてフリッツが帰宅し、マルタと親しく過ごす。そんな様子にマルガレーテは恋を夢見て、庭を散策する。
そこに、生け垣を飛び越えたファウストが現れる。ファウストはマルガレーテとマルタに異国ゆえウィーンを案内して欲しいと頼み、一行はプラーター公園を訪れる。メフィストの魔力で、マルガレーテとマルタは高級な衣服や宝石で華やかに装い、3人とメフィストは夢のようなひと時を過ごす。次の日の夜も会う約束をして、ファウストはメフィストが用意した薬を、未亡人に飲ませるようマルガレーテに渡す。
次の夜、マルガレーテは寝酒に薬を混ぜて飲ませると、未亡人は寝入ってしまう。ファウストとマルガレーテは幸せな一夜を過ごし、明くる朝、ファウストは結婚を申し込む。恋に盲目になる二人を、メフィストは嘲笑う。その日、未亡人の友人ミッテラー夫人のサロンが開催され、クリムト画伯に描かせた夫人の娘ヘレネの肖像画が披露された。ヘレネは評判の令嬢だが、気が強くファウストの不審さを突き、ファウストを狩りに誘う。一方、未亡人が急病のためサロンを欠席していた。
未亡人は昏睡状態であり、医師の見立てでは薬物が原因であった。見舞いに訪れたマルタは、いよいよ入営することとなったフリッツに離別を告げる。将来の無い不良学生より、高価な指輪をくれたメフィストに心動かされていたのだった。そこにファウストが駆け付け、マルガレーテとの結婚をフリッツに申し出る。フリッツは激昂し、二人はサーベルで決闘する。ファウストが刺されそうになる瞬間、メフィストはフリッツを妨害し、フリッツはファウストの剣で殺されてしまう。
ファウストはメフィストの行為に戸惑うが、メフィストは契約通りにしたまでと撥ね付ける。そして、ファウストは自殺でも他殺でも死ぬことはできず、「地上の快楽全て」を味わい契約が満了するまで生き続けなくてはならなかった。茫然となるファウストを、メフィストはヴァルプルギスの夜（4月30日）に誘う。その間、マルガレーテは兄に次いでおばを失い、天涯孤独の身となった。
気が付くとファウストは娼館メゾン・ド・パリにいた。すでに8か月経った大晦日の夜であり、また娼婦に身を落としたマルタがいた。マルタから、精神を病んだマルガレーテは孤独のうちに精神病院に入院中であることを知る。そしてマルタもまた、メフィストと彼が与えた宝飾品を失い、阿片に溺れていた。
精神病院では、マルガレーテは意識と記憶が曖昧になっていた。しかしファウストが優しく話しかけると、ファウストとの愛の記憶を取り戻し、正気に返る。そこにメフィストが現れ、二人の復縁を阻止しようとする。ファウストはメフィストに魂を渡す決心をし、マルガレーテに自らの正体を語る。再び老人の姿となって地獄に落ちるはずが、変わり果てた姿のファウストにマルガレーテが変わらぬ愛を告げる。予想外の展開にメフィストは戸惑うが、そこにラファエルが現れる。人の魂を救い、天上界に戻れる、と。メフィストは敗北を悟り、ファウストを再び青年の姿に変え昇天する。

## スタッフ（宝塚）
※宝塚80年史の336ページを参考にした。
- 作曲・編曲：吉崎憲治
- 編曲：橋本和明
- 音楽指揮：野村陽児
- 振付：アキコ・カンダ、尚すみれ
- 装置：大橋泰弘
- 衣装：任田幾英
- 照明：勝柴次朗
- 小道具：榎本満春
- 効果：紙田明
- 音響監督：松永浩志
- 演出助手：木村信司
- 舞台進行：恵見和弘
- 制作：飯島健

## 登場人物

### 宝塚（カッコの中は新人公演）
※新人公演の配役は主要キャストのみ掲載。
・ファウスト博士／ラファエル(天使)　剣幸（久世星佳）
・マルガレーテ/アンジェリク(天使)　こだま愛（紫とも）
・メフィストフェレス(堕天使)　涼風真世（大海ひろ）
・フリッツ(大学生。マルガレーテの兄)　久世星佳（真代朋奈）
・エリザベート(マルガレーテ兄妹の伯母)　京三紗（若菜あん）
・フロイト(精神医学の研究者)　未沙のえる（真山葉瑠）
・マルタ(マルガレーテの親友)　朝凪鈴（羽根知里）
・アッカーマン夫人(エリザベートの友人)　朝みち子（毬菜友）
・ミッテラー夫人(エリザベートの友人)　邦なつき（蘭玲花）
・ヘレネ(ミッテラー夫人の娘)　紫とも（麻乃佳世）
・ラインハルト学長　汝鳥伶（東三智）
・リュッケ主任　愛川麻貴（若木萌）
・テオドオル(フリッツの友人)  大海ひろ（越はるき）
・マックス(フリッツの友人)　旭麻里（一紗まひろ）
・アナトオル(フリッツの友人)　幸風イレネ（湖月わたる）
・オットー(フリッツの友人)　八汐祐季（鷹悠貴）
・ミッチィ(クラブの女) 羽根知里（朝吹南）
・サロメ　羽根知里（踊り：暁なぎさ  歌：美原志帆）
・ハンナ　梨花ますみ（中条まり）
・ハンス　真山葉瑠（卯城薫）
・執事　真代朋奈（登羽歩）
※ニューヨーク公演期間のため（10月25日-29日）
　葵美哉・舞希彩・大峯麻友・波音みちる・若央りさ・いつき吟夏・夏妃真美・夏河ゆら・真織由季・天海祐希
　は休演している。

### 4月地方・福岡
・ファウスト　剣幸
・マルガレーテ　こだま愛
・メフィストフェレス　涼風真世
・マルタ　朝凪鈴
・フリッツ　久世星佳
・テオドオル　大海ひろ
・エリザベート　京三紗
・フロイト　未沙のえる
・ラインハルト学長　葵美哉
・リュッケ主任　若木萌
・アッカーマン夫人　朝みち子
・ミッテラー夫人　邦なつき
・ヘレネ　紫とも
・ミッチィ　羽根知里

### 10-11月地方
・ファウスト　剣幸
・マルガレーテ　こだま愛
・メフィストフェレス　涼風真世
・マルタ　朝凪鈴
・フリッツ　天海祐希
・テオドオル　越はるき
・エリザベート　京三紗
・フロイト、サロメ　若央りさ
・ラインハルト学長　汝鳥伶
・リュッケ主任　愛川麻貴
・アッカーマン夫人　梨花ますみ
・ミッテラー夫人　邦なつき
・ヘレネ　紫とも
・ミッチィ　朝吹南

## 漫画版
1999年に宝塚歌劇団のファンを公言する漫画家さいとうちほによって漫画化された。1999年7月22日に小学館より全1巻の単行本が発売された。また、文庫「銀の狼」にも収録されている。
- 単行本：1999年7月22日発売、小学館、フラワーコミックス スペシャル、ISBN 4-09-133802-X
初出一覧
  - トウランドット（宝塚グラフ1998年1月号 - 4月号に掲載）収録
  - 天使の微笑・悪魔の涙（宝塚グラフ1998年5月号 - 8月号に掲載）収録
  - バレンシアの熱い花（宝塚グラフ1998年9月号 - 12月号に掲載）収録

## スピンオフ
『天使の微笑　悪魔の涙の』主要人物のメフィストフェレスを主役にし、
現代の芸能界を舞台に描いたスピンオフ作品『ロスト・エンジェル』を
1993年に涼風真世主演で宝塚バウホールで上演された。
作・演出は小池修一郎。
この作品では1996年に雪組で初演される
ミュージカル『エリザベート』の楽曲が4曲、
多くの洋楽が使われている。
VHS、CDも発売されているが（既に廃盤）
著作権等のこともありDVD化や
TAKARAZUKA SKY STAGEでの放送は難しい。
《主な配役》
- メフィストフェレス　涼風真世
- アンジェラ　麻乃佳世
- マイク　天海祐希
- アルバート　汝鳥伶
- ブライアン　若央りさ
- イヴリン　羽根知里
- ラウル　　真織由季
- ギャビー　汐風幸